# Ibn Zunbul
Ahmad ibn Ali ibn Zunbul oder Ibn Zanbal (arabisch أحمد بن علي بن زنبل, DMG Aḥmad b. ʿAlī b. Zunbul oder ابن زنبل, DMG Ibn Zunbul; * ? in Mahalla al-Kubra/Ägypten; † ~1574/75 bzw. nach 1553), genannt al-Mahalli (المحلي, DMG al-Maḥallī ‚aus Mahalla‘), asch-Schafi (الشافعي, DMG aš-Šāfiʿī ‚der Schāfiʿit‘), al-Munaddschim (المنجم, DMG al-Munaǧǧim ‚der Astrologe‘), ar-Rammal (الرمال, DMG ar-Rammāl ‚der Geomantiker‘), mit vollem Namen أحمد بن أبي الحسن علي بن أحمد نور الدين المحلي الشافعي ابن زنبل المنجم الرمال / Aḥmad b. Abī ʾl-Ḥasan ʿAlī b. Aḥmad Nūr ad-Dīn al-Maḥallī aš-Šāfiʿī b. Zunbul al-Munaǧǧim ar-Rammāl', war nach eigenen Angaben geomantischer Berater und Vertrauter eines mamlukischen Sultans und mehrerer osmanischer Gouverneure in Ägypten.

## Leben
Ibn Zunbul war nach historiographischer Tradition Mitglied des inneren Zirkels um Sultan Qansuh al-Gawri von Ägypten (reg. 1501–1516) und Augenzeuge des osmanischen Feldzugs 1516 von Sultan Selim I. gegen die mamlukische Burdschiyya-Dynastie. Brockelmann nennt ihn einen Zivilangestellten des Kriegsministeriums (diwan al-dschaisch), bei Babinger wird er als Hof-Astrologe bezeichnet, der die Kampagne gegen die Osmanen begleitete. Er soll ein Zeitgenosse von Ibn Iyas (†~1524) gewesen sein. Sein Todeszeitpunkt wird von einigen Autoren nach 1552 angegeben, Doris Behrens-Abouseif nennt das beginnende 17. Jahrhundert als Abfassungsdatum seiner Chronik.
Da die genannten Autoren kaum Quellen nennen, ist die Verifizierung der Angaben schwierig. So wird lediglich aus der Tatsache, dass Ibn Zunbul einen sehr detaillierten Bericht in der Ich-Form über den Feldzug al-Gawris schrieb, geschlossen, dass er als Augenzeuge dabei gewesen wäre. Eine weitere Quelle dafür wurde nicht gefunden, auch nicht, ob er tatsächlich der Geomantiker al-Gawris war, den dieser nach seinem Nachfolger befragte, wie er selbst vermerkt. Eine Passage in seinem Werk al-Qānūn fī d-dunyā, in der er von einer Traumerscheinung a-Gawris erzählt, der ihn auf diese Weise zum Schreiben aufgefordert habe, lässt echte persönliche Kontakte fraglich erscheinen.
In späteren osmanischen Quellen wird Ibn Zunbul als geomantischer Berater der Gouverneure Osman Beg, Mahmud Pascha, Husrev Pascha und anderer genannt. Seine erste Reise nach Istanbul soll 1537 bis 1538 stattgefunden haben, er begleitete al-Gawris Sohn Muhammad, der von Selim I. eingeladen worden war. Ibn Zunbul hatte nach eigener Angabe Kontakt zum Kanzler (nişāncı) Celalzade Mustafa († 1567). Zum zweiten Mal soll er Istanbul 1554 bis 1555 besucht haben und war, wie beim ersten Aufenthalt, Gast im Hause von Kara Ahmed Pascha (hingerichtet 1555 während der „Weiberherrschaft“), dem „Eroberer von Temeschwar“ (Temeşvar fātihi), der beim ersten Mal Janitscharenaga und Mir-i alem beim zweiten Besuch Großwesir war.
Nach einer osmanischen Version des al-Qānūn fī d-dunyā von Abdurrahman al-Shayh, publiziert in Kairo 1962 und 1998, soll Ibn Zunbul jedenfalls um 1574/75 noch gelebt haben.

## Werke
- Infisāl al-āwān wa ittisāl dawlat Banī 'Utmān[1] (etwa: „Die Auflösung des temporären Staates und die Anbindung zum Osmanischen Reich“), auch Fath Misr (Taʾrīch aḥḏ Miṣr min al-Dscharākisa)[2] (etwa: „Die Geschichte der Wegnahme Ägyptens von den Tscherkessen“), Bericht über den Krieg zwischen Osmanen und Mamluken (1516/17)
- al-Qānūn fī d-dunyā (etwa: „Gesetz in der Welt“), Geographie, Astrologie, Wahrsagekunst
- Wāqiʿāt as-Sulṭān Selīm Chān (etwa: „Die Ereignisse um Sultan Selim Khan“), volkstümlicher Roman im Stil vorislamischer arabischer Antar-Heldenepen[7]
- Tuḥfat al-mulūk waʾr-raghāʾib limā fī ʾl-barr waʾal-baḥr min al-ʿadschāʾib waʾl-gharāʾib (etwa: „Die Kostbarkeiten der Könige und die Begehrlichkeiten nach dem, was auf dem Lande und im Meer an Wundern und Merkwürdigkeiten existiert“), allgemeine Geographie
- al-Maqālāt fī ḥall al-muškilāt, auch al-Maqālāt wa ḥall al-muškilāt (etwa: „Die Artikel zu der Lösung der Probleme“), die Geheimwissenschaften Kairos
- Ghazawāt as-Sulṭān Selīm Chān maʿa as-Sulṭān al-Ghāwrī (etwa: „Die Feldzüge von Sultan Selim Khan gegen Sultan al-Ghawri“)

## Übersetzungen
Französische Übersetzungen des Feldzugsberichtes gibt es von Avenal de Beauville (1734), der die osmanische Version von Ahmed Süheyli Ta’rīh-i Misr-i cedīd (1730) als Grundlage verwendete, und von Jean-Paul Tercier (1754?) Histoire de la conquête d l’Egypte par le sultan Sélim, traduite de l’arabe, beide in der Bibliothèque nationale de France in Paris.